# Недзведзь (Влоцлавский повет)
Недзведзь — деревня в гмине Барухово Влоцлавского повета Куявско-Поморского воеводства в центральной части севера Польши.